# Інститут економічних справ
Інститут економічних справ (англ. Institute of Economic Affairs — IEA) — аналітичний центр, який твердить, що його експерти "продовжують розповсюдження мислення вільного ринку", а також "аналізують і пояснюють роль ринків у вирішенні економічних і соціальних проблем". Він відноситься до правого крила та неоліберального світогляду. Базується в Вестмінстері, Лондон, Англія. 
Центр засновано у 1955 році бізнесменом та піонером батарейного фермерського господарства Ентоні Фішером. Центр просуває монетаризм. Він видає журнал (Економічні справи), студентський журнал (ЕА), книги та дискусійні доповіді, регулярно проводить лекції.